# Volleberg
Volleberg är en tätort i Kristiansands kommun i Agder fylke i södra Norge. Orten ligger vid fylkesväg 439, vid sidan av Europaväg 39, väster om staden Kristiansand.
Tidigare har orten tillhört dåvarande Greipstads kommun, därefter dåvarande Songdalens kommun i Vest-Agder fylke.